# 최시중
최시중(崔時仲, 1937년 8월 4일 ~ )은 대한민국 前 기자 출신의 前 정무직공무원이다. 대한민국 이명박 정부의 제1대, 제2대 방송통신위원회 위원장을 지냈다. 동아일보 등 언론사와 한국갤럽 등에서 40여년간 재직했다. 경주최씨이다. 방송통신위원회 국회 인사 청문회 당시 의견서가 채택되지 않았고, 언론 단체에서도 그의 방송통신위원장 자격에 대한 많은 논란을 제기했다. 2006년에서 2008년 사이 파이시티 개발사업 인허가 청탁 명목으로 이정배 파이시티 전 대표로부터 8억원가량을 수수한 범죄 사실로 1심과 2심에서 징역 2년 6월에 추징금 6억원이 선고되었다. 그러나 2013년 1월 31일, 천신일 회장과 함께 사면되었다.

## 정치
- 자유한국당 당무위원
- 새누리당 전임고문 겸 당무위원
- 2011년 3월 28일 ~ 2012년 1월 27일 제2대 방송통신위원회 위원장 연임
- 2008년 3월 26일 제1대 방송통신위원회 위원장
- 2008년 1월 제17대 대통령 취임준비위원회(자문위원)
- 2007년 한나라당 선거대책위원회 상임고문 및 6인회의 멤버
- 신한국당 당무위원
- 1992년 민주자유당 비례대표 총선 낙마
- 민주자유당 당무위원

## 언론
- 1994년 6월 한국갤럽 조사연구소 회장
- 1993년 2월 동아일보사 편집국 부국장
- 1988년 10월 동아일보사 논설위원실 논설위원
- 1988년 3월 동아일보사 정치부 부장
- 1985년 6월 동아일보사 편집국 정치담당 편집위원
- 1980년 12월 동아일보사 안보통일문제조사연구소 상임연구위원
- 1979년 11월 동아일보사 편집국 지방부 차장
- 1976년 10월 동아일보사 편집국 국제부 기자
- 1969년 3월 동아일보사 편집국 정치부 기자
- 1965년 9월 동아일보사 편집국 방송뉴스부 기자
- 1964년 4월 동양통신 기자

## 병역
- 1960년 8월 육군 일병 귀휴 (탈영)[3][4]

## 학력
- 구룡포동부초등학교 졸업
- 구룡포중학교 졸업
- 대륜고등학교 졸업
- 서울대학교 정치학 학사(1963년 2월)

## 사건·사고 및 논란

### 정권말기적 상황
2003년 10월 7일 '밝고 힘찬 나라 운동본부'가 서울클럽에서 주최한 《노무현 정부 어디로 가고 있나》 제하의 강연에서 한국갤럽 연구소 최시중 회장은
| “ | 여론조사 기관에서 볼 때 지지율 40%선은 위기선인데, 갤럽 방식으로 현재 노 정권의 지지율은 30%도 유지하지 못하고 있으며, 이 선은 국민이 통치자를 걱정하는 수준이다. (중략) 이 정도로 상황이 어려울 땐 아르헨티나나 필리핀을 타산지석(他山之石)으로 삼자고 얘기하지만 나는 캄보디아를 거론하고 싶다. | ” |

고 출범 7개월된 노무현 정부에 대해 우려를 표명했다.

### 방통위원장 자격 논란
최시중은 이명박 대통령의 친형인 이상득 국회의원과 서울대학교 동기이며, 이명박 대통령의 핵심참모 그룹인 "6인회의"의 멤버이다. 월간 신동아는 2008년 4월 통권 583호의 Who’s Who 이명박 파워맨이라는 별책부록에서 최시중이 1992년 이명박의 정계 입문 시절부터 정치적 조언자이며, 대통령 당선 이후에는 "물이 넘치려고 할 때 제방(堤防)이 돼주는 것이 내 임무”, “지금까지 그랬고, 앞으로도 그럴 것”이라고 인터뷰한 내용을 소개했다.
대한민국 국회의 인사 청문회에서 보고서가 채택되지 못하였으나 이명박 대통령은 방송통신위원회 초대 위원장에 임명하였다. 이 과정에서 전국언론노동조합은 직업 윤리와 도덕성, 중립성의 문제를 지적하고 자진 사퇴를 권고하였다. 언론개혁시민연대, 문화연대, 전국미디어운동네트워크 등의 언론 유관 단체들도 방송통신위원회 위원장 임명을 반대했다.
최시중은 자격논란 시비에 대한 2008년 3월 2일 기자 인터뷰에서 "이명박 대통령을 당선시키는데 어떻게 생각하면 생을 걸었다고도 할 수 있지만, 그렇다고 방송통신위원회를 편파적으로 운영하는 일은 없을 것"이라고 하였다.
최시중은 2011년 방통위원장으로 임명되는 과정에서 각종 의혹들에 대해 국회 문방위 위원들의 추궁을 받았다. 대표적으로 부동산 투기, 증여세 탈루, 아들 병역특혜 등이 있다. 종편 선정 과정에서 특혜와 편파 심사 의혹도 일었다.

### 정치적 중립 위반 논란
2008년 5월 13일 방송통신위원장이 방송통신위원회설치법 6조2항에서 방송통신위원장의 "의무"로 규정된 국회 보고를 거부한 후 동 법 6조2항에서 "필요한 경우"로만 참석을 제한한 청와대 국무회의에 참석하여 "쇠고기 관련 정부의 홍보 기능 강화" 발언을 하였다. 이를 두고 국회, 전국언론노조, 민주언론시민연합 등이 방송통신위원장의 정치적 중립 의무 위반이라고 지적했다.
2008년 5월의 이명박 대통령 지지율의 하락이 한국방송공사(KBS)의 정연주 사장 때문이라는 언행이 방송통신위원장의 정치적 중립 의무를 어겼다는 논란이 다시 일어났다.

### 현모양처
2010년 3월 18일 제주도 서귀포 KAL 호텔에서 열린 '2010 여기자 포럼'에 방문해 "나는 여성들이 직업을 갖기보다는 '현모양처'가 되기를 바란다"는 발언을 하여 물의를 빚었다. 이를 두고 진보신당은 "방통위원장으로서도 사회의 어른으로서도 부적절한 발언"이라며 비판하였고, 네티즌들은 "시대가 어떤 시댄데 조선시대 소리를 하고 있는가"라며 비판하였으며, 민주당은 "남녀평등이 당연시되는 사회에서 저출산 책임을 일하는 여성들에게 모두 떠넘기는 편협한 시선이 참으로 기막히다"라고 비판하였다.

### 금품 수수 사건
최시중 전 위원장은 퇴임 이후 금품 수수 사건(파이시티 인허가 비리)에 연루되어 구치소에서 수감 생활 중이었다가 법원의 허락도 없이 삼성병원의 VIP층에서 머물고 있었다. 2012년 8월, 1심에서 징역 3년 6개월 형을 구형받았으며, 1달 뒤에는 징역 2년 6개월, 추징금 6억원이 선고되었다. 2012년 11월 15일 결심공판에서는 1심과 같은 징역 3년 6개월에 벌금 8억원이 구형됐다. 2주뒤인 11월 29일 항소심에서는 다시 징역 2년 6월과 추징금 6억원이 선고됐다. 그러나 2013년 1월 31일, 천신일 회장과 함께 사면되었다.

## 관계

### 가족 관계
- 장녀 : 최호정[12]

### 기타 인맥
이명박 대통령의 형인 이상득 부의장과는 1965년 서울대학교 입학동기이다. 그를 비롯하여 이재오 최고위원, 박희태, 김덕룡 의원과 함께 핵심 참모 모임인 《6인회》의 멤버로 활약했다. 또한 언론계에서는 현소환 전 연합뉴스 사장과도 친분이 두텁다.

## 같이 보기
- 대한민국 방송통신위원회
- 신재민
- 이동관
- 영포회